# Port lotniczy Gold Coast

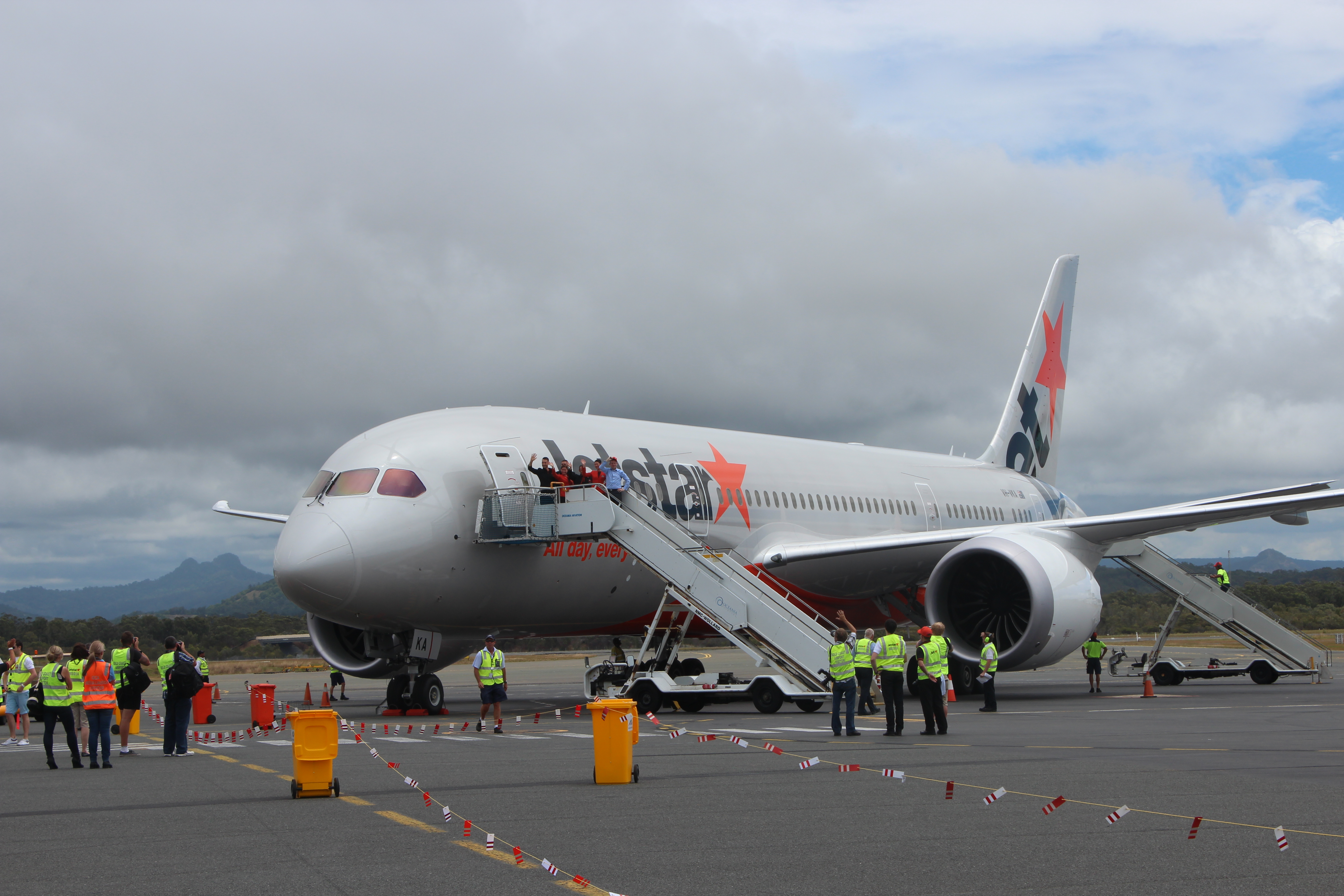
Obchody odebrania pierwszego Boeinga 787 przez Jetstar Airways na lotnisku Gold Coast

Port lotniczy Gold Coast (ang. Gold Coast Airport, kod IATA: OOL kod ICAO: YBCG) – międzynarodowy port lotniczy położony koło niedaleko Gold Coast, 90 km na południe od centrum Brisbane, w stanie Queensland. W 2019 obsłużył 6,5 mln pasażerów.

## Linie lotnicze i połączenia

### Terminal 1
- Qantas
  - Jetstar Airways (Adelaide, Cairns [od 3 lutego], Melbourne, Newcastle, Sydney)

### Terminal 2
- Air New Zealand (Auckland, Christchurch, Hamilton [zawieszony do 29 marca 2009], Wellington)
- AirAsia X (Kuala Lumpur)
- Air Pacific (Nadi) [od 1 grudnia]
- Qantas
  - Jetstar Airways (Auckland [od 28 kwietnia], Christchurch, Osaka-Kansai, Sydney, Tokio-Narita])
- Virgin Blue (Adelajda, Canberra, Melbourne, Newcastle, Sydney)
  - Pacific Blue (Auckland)

### Terminal 3
- Tiger Airways Australia (Adelajda [od 1 marca], Melbourne)